# Březno (district de Mladá Boleslav)
Pour les articles homonymes, voir Březno.
Březno est un bourg (městys) du district de Mladá Boleslav, dans la région de Bohême-Centrale, en République tchèque. Sa population s'élevait à 1 047 habitants en 2020.

## Géographie
Březno se trouve à 7 km à l'est de Mladá Boleslav et à 55 km au nord-est de Prague.
La commune est limitée par Sukorady au nord, par Dlouhá Lhota, Petkovy et Lhotky à l'est, par Nová Telib, Semčice et Ctiměřice au sud, et par Dobrovice et Kolomuty à l'ouest.

## Histoire
La première mention écrite de la localité remonte à 1255.

## Administration
La commune se compose de deux quartiers :
- Březno
- Dolánky